# Sherwood Forest (Center Parcs)
Sherwood Forest is een bungalowpark in Newark-on-Trent in Nottinghamshire, Engeland. Het park wordt geëxploiteerd door de Britse tak van Center Parcs.
Het park was het eerste park van de groep dat werd geopend in het Verenigd Koninkrijk. Op een oppervlakte van 1,6 km² werd in juli 1987 een park geopend met een capaciteit van 4.278 bezoekers in 983 cottages. Na de overname van de Britse keten in mei 2006 door de Blackstone Group werd in 2007 in het park gerenoveerd en bijgebouwd.